# ایلیانا موسچوس
ایلیانا موسچوس (انگلیسی: Ileana Moschos؛ زادهٔ ۱۴ نوامبر ۱۹۷۶) بازیکن فوتبال اهل ایالات متحده آمریکا است.
وی همچنین در تیم ملی فوتبال Greece بازی کرده‌است.